# 米哈伊洛夫卡村委员会 (阿斯特拉罕州)
米哈伊洛夫卡村委员会（俄语：Михайловский сельсовет）是俄罗斯联邦阿斯特拉罕州利曼区所属的一个村委员会。其下辖有1个居民点，行政中心为米哈伊洛夫卡。据2015年统计，该村委员会的人口为1140人。